# Lestek
Lestek (alte denumiri Leszek, Lestko) este al doilea duce legendar al Poloniei fiind născut la cca. 870-880. Este fiul lui Siemowit.
Deși dovada existenței sale reale este neclară, în caz că a existat cu adevărat, el trebuie să fi fost o persoană influentă, deoarece triburile care locuiau pe teritoriul Poloniei de astăzi erau cunoscute sub numele de „Lestkowici”.
Singura referință la Lestek, împreună cu fiul său Siemomysł și cu tatăl său Siemowit, provine din cronicile medievale ale lui Gallus Anonymus.